# Очима собаки
«Очима собаки» (англ. The Art of Racing in the Rain) — американський комедійно-драматичний фільм режисера Саймона Кертіса, знятий за сценарієм Марка Бомбека, створеним за мотивами роману «Мистецтво перегонів під дощем» Гарта Стайна 2008 року. Майло Вентимілья, Аманда Сейфрід та Кевін Костнер (озвучення Енцо) виконали головні ролі. Виробництвом займалася кінокомпанія 20th Century Fox, прем'єра в США відбулась 9 серпня 2019 року (Walt Disney Studios Motion Pictures). Фільм отримав неоднозначні відгуки критиків.

## У ролях
| Актор                | Роль        |
| -------------------- | ----------- |
| Кевін Костнер        | Енцо        |
| Майло Вентімілья     | Денні Свіфт |
| Аманда Сейфрід       | Ів Свіфт    |
| Кеті Бейкер          | Тріш        |
| Мартін Донован       | Максвелл    |
| Ґері Коул            | Дон Кітч    |
| Мак-Кінлі Белчер III | Марк Фінн   |
| Андрес Джозеф        | Тоні        |
| Раян Кіра Армстронг  | Зое         |

## Виробництво
У липні 2009 року Universal Pictures викупила права на екранізацію призового роману «Мистецтво перегонів під дощем», але проект не зміг знайти режисера. Після того, як проект Universal Studios припинився, Walt Disney Studios придбали права в січні 2016 року. Адаптацію фільму повинен був продюсувати Ніл Г. Моріц через свою виробничу компанію Original Film.
У 2017 році сценарист Марк Бомбек сказав, що проект буде створений з 20th Century Fox: «Я сподіваюся, що втретє нам пощастить, і я налаштований оптимістично: наступного року почнеться виробництво».
Основні зйомки фільму розпочалися 9 травня 2018 року у Ванкувері, Британська Колумбія.

## Випуск
Фільм випустила компанія 20th Century Fox 9 серпня 2019 року. Прем'єра в Україні — 26 вересня 2019 року (UFD).